# Lanuino

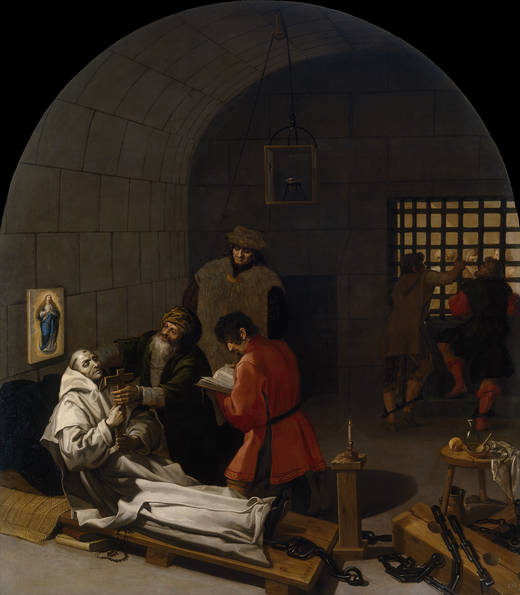
La morte di Lanuino nelle prigioni, dipinto di Vincenzo Carducci 1636, appartenente alla serie di dipinti certosini della certosa di Santa María de El Paular di Madrid, Museo del Prado.

Lanuino, anche detto Lanudino, o il Normanno ((LA)  Lanuinus; Normandia, ... – Serra San Bruno, 11 aprile 1116?) fu compagno di san Bruno e suo successore alla guida dell'Ordine Certosino. Fu beatificato, per equipollenza, da papa Leone XIII nel 1893.

## Biografia

### Origini
Nato in Francia, originario della Normandia, era parente consanguineo di Roberto il Guiscardo e della dinastia normanna. Fu scelto come padrino del re Ruggero II, il cui battesimo fu ufficiato da San Bruno nella certosa di Serra.

### Priore dei certosini
Discepolo di san Bruno, insieme con il fondatore della Grande Chartreuse fu invitato a Roma da papa Urbano II e si trasferì in Italia nel 1089. Dopo due anni, Bruno e Lanuino si ritirarono nell'eremo di Santa Maria della Torre, in diocesi di Squillace, dove gettarono le basi di quella forma di vita che divenne propria dell'Ordine certosino.
Alla morte di Bruno, nel capitolo celebrato alla Certosa nel 1101 fu eletto maestro dell'ordine e papa Pasquale II se ne rallegrò indirizzandogli la bolla Quo magnopere desideravimus.
Pasquale II inviò Lanuino quale suo rappresentante presso i vescovi di Mileto e Messina e nel 1108 lo nominò visitatore apostolico di tutti i monasteri della Calabria.
Sotto il suo governo, anche grazie al sostegno dei Normanni e alla protezione del papa e dei vescovi di Squillace, l'ordine ebbe una grande fioritura.

## Culto
Il martirologio della certosa di Santo Stefano del Bosco documenta che il culto del beato Lanuino era già vivo a metà del XII secolo.
Il suo culto ab immemorabili fu confermato da papa Leone XIII il 4 febbraio 1893.
Il suo elogio si legge nel Martirologio romano all'11 aprile.